# Szívem a főnyeremény!
A Szívem a főnyeremény! Zoltán Erika sorban 9. stúdiólemeze.

## Az album dalai[1]
1. Veled oly szép (Kis Pál-Müller Kálmán)
2. Kísértethajó (Hauber Zsolt-Erica C.-Robby D.)
3. A szerelem is kevés (Hauber Zsolt-Erica C.-Robby D.)
4. Te vagy a hibás (Vámos Zsolt-Erős Attila)
5. Rólad álmodom (Ember Péter)
6. A szívem a főnyeremény (Vámos Zsolt-Müller Kálmán)
7. Ki az aki rám talál? (Vámos Zsolt-Müller Kálmán)
8. Megbocsáthatnál (Erős Attila)
9. Hova menjek? (Pásztor László-Jakab György-Hatvani Emese)
10. Elbújik a nap feat Smiley (Duett ValaKIKIvel) (Pásztor László-Jakab György-Hatvani Emese)
11. Tiszta őrület remix (Hauber Zsolt-Erica C.-Robby D.)
12. Rólad álmodom remix (Ember Péter)

## Közreműködők
- Zoltán Erika – ének, vokál
- Micheller Martin, Csányi István – vokál
- Vámos Zsolt – gitár
- Hauber Zsolt, Szély Krisztián – hangszerelés